# 1338 w polityce

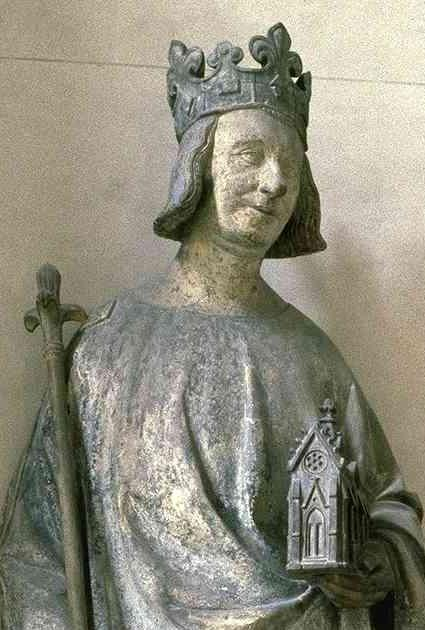
Karol V Mądry, król Francji

Wydarzenia polityczne w 1338 roku.

## Wydarzenia
- 9 lipca (lub w 1339) Kazimierz Wielki zawarł z Karolem Robertem Andegaweńskim traktat o dziedziczeniu korony polskiej[1], który w konsekwencji doprowadził do objęcia tronu w Polsce najpierw przez Ludwika Węgierskiego, a potem przez jego córkę Jadwigę.
- 16 lipca zjazd elektorów w Rense[2][3].

## Urodzili się
- Karol V Mądry, król Francji[4].

## Zmarli
- Mikołaj Bogoria, wojewoda krakowski[5].
- John Wishart, biskup Glasgow od 1325[6].